# Латышский крестьянский союз (1917)
Латы́шский крестья́нский сою́з (латыш. Latviešu Zemnieku savienība (LZS)) — политическая партия, в период российской революции и действия латвийского парламента с 1920 года по 1934 год. Самая большая партия (32-39 тыс. членов партии).
Партия основана 12 мая 1917 года в Валке. Председателем Центрального правления партии был избран Карлис Улманис. К августу 1917 года в рядах партии уже числилось 20 000 человек. Социальной базой партии были крестьяне. В программе партии были установки о введении восьмичасового рабочего дня, о необходимости аграрной реформы и другие положения. Лидерами партии были: Карлис Улманис, Зигфрид Анна Мейеровиц, Адолф Кливе, Хуго Целминьш.

Зигфрид Анна Мейеровиц
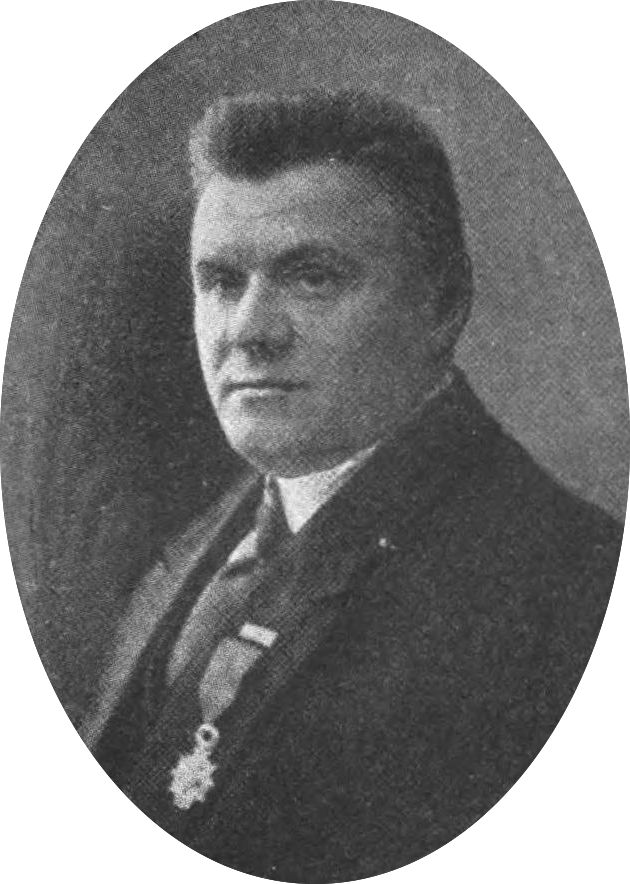
Карлис Улманис
генерал Янис Балодис
Хуго Целминьш

На выборах Всероссийского учредительного собрания в ноябре 1917 года партия обещала бороться за автономную Латвию в составе федеративной России; мир без аннексий и контрибуций; земельную реформу, опирающуюся на принцип неприкосновенности частной собственности; 8-часовой рабочий день.
Некоторые исследователи партию называют фашистской.
Партия «Крестьянский союз Латвии» считает себя преемницей «Латышского крестьянского союза».